# 御器所村
御器所村（ごきそむら）は、かつて愛知県愛知郡に存在した村である。江戸期の御器所村を前身とし、周辺の村々との合併を経て現在の名古屋市昭和区の一帯を占めた。1918年から1926年まで、愛知郡役所が設置されていた村である。

## 沿革
- 江戸時代末期、この地域は尾張藩領、犬山藩領、寺社領などであった。
- 1868年（明治元年） - 名古屋村が分立し、名古屋村と東畑となる。
- 1871年（明治4年） - 前津小林村の一部が名古屋城下に編入される。
- 1876年（明治9年）8月21日 - 愛知県第二区に所属。御器所村、石仏村、東畑の一部、名古屋新田の一部が合併し、常盤村となる。
- 1878年（明治11年） -
  - 前津小林村の一部が名古屋城下に編入される。
  - 藤成新田、川名村、伊勝村、五軒屋村、常盤村の一部（旧・石仏村）、東畑の一部、名古屋新田の一部が合併し、広路村となる。
- 1884年（明治17年）8月1日
  - 常盤村と前津小林村が愛知郡第24組を構成し、常盤村に連合戸長役場が置かれた。
  - 広路村が弥富村とともに愛知郡第26組を構成し、広路村に連合戸長役場が置かれた。
- 1889年（明治22年）10月1日 - 町村制施行。常盤村と前津小林村が合併し、御器所村となる。
- 1896年（明治29年）3月23日 - 御器所村と名古屋市で境界変更。旧前津小林村の地域が名古屋市に編入される。
- 1906年（明治39年）5月10日 - 御器所村と広路村が合併し、御器所村となる。
- 1909年（明治42年）10月1日 - 第10回関西府県連合共進会の敷地（現在の鶴舞公園）として一部を名古屋市へ編入。
- 1913年（大正2年）5月 - 名古屋酸素株式会社の工場が成立する[1]。
- 1921年（大正10年）8月22日 - 名古屋市中区へ編入される。御器所村が廃止となる。
- 1937年（昭和12年）10月1日 - 中区の一部（旧・御器所村）と南区の一部（旧・弥富村、瑞穂村、八事村の一部）を併せて、昭和区が新設される。

## 交通機関
- 尾張電気軌道

## 学校
- 村立御器所尋常高等小学校
1873年（明治6年）藂雲学校として創立。御器所実業補習学校を併設。
- 村立広路尋常高等小学校
1873年（明治6年）松榮学校として創立。広路実業補習学校を併設。
- 名古屋高等工業学校　（後の名古屋高等工業学校。現・名古屋工業大学）
- 愛知県立工業高等学校　（現・愛知県立愛知総合工科高等学校）

## 神社・仏閣
- 神宮寺 (名古屋市)
- 香積院
- 龍興寺
- 川原神社
- 御器所八幡宮
- 尾陽神社

## 史跡
- 御器所西城址
- 御器所東城址
- 吉野城址
- 御所屋敷跡（伝・大政所出生地）

## その他
- 愛知郡役所跡地は、現在は名古屋保育・福祉専門学校となっており、愛知郡役所の石垣の一部が保存されている。
- 旧・御器所村を中心に新たな区を設置するさい、区名として「御器所区」が候補であった。しかし、旧・御器所村内における広路地区の住民が激しく反発したため、当時の元号に由来する「昭和区」の名称が採用されることとなった。